# کوان شان
کوان شان (انگلیسی: Kwan Shan؛ ۱۲ آوریل ۱۹۳۳ – ۱ اکتبر ۲۰۱۲) بازیگر و تهیه‌کننده فیلم اهل هنگ کنگ بود.
از فیلم‌ها یا مجموعه‌های تلویزیونی که وی در آن‌ها نقش داشته‌است، می‌توان به بوکسور سنگدل اشاره نمود.